# 伊琳娜·謝爾巴科娃
伊琳娜·拉扎列夫娜·謝爾巴科娃（俄语：Ирина Лазаревна Щербакова，羅馬化：Irina Lazarevna Shcherbakova，1949年—）是一名俄羅斯現代歷史學家、作家和紀念創始成員。她於2014年獲得卡爾·馮·奧西茨基當代歷史與政治獎，2017年獲得歌德獎章。自1970年代以來，她一直在研究俄羅斯現代史。2016年，紀念被認定為俄羅斯的「外國代理人」之一。2022年，紀念共同獲得諾貝爾和平獎。

## 生平
謝爾巴科娃於1949年出生於莫斯科。她的父母是猶太共產主義者。上大學時，她學習德語，並於1972年獲得博士學位。之後，她成為從事小說翻譯的翻譯家。
1970年代，她開始錄製史達林主義見證人的訪談。她採訪了古拉格集中營的倖存者，如果用錄音機錄下他們的回憶，他們會害怕，不願意開口。
1988年，謝爾巴科娃成為名為紀念的組織的創始成員之一。她要求當局解決史達林主義統治俄羅斯期間所犯罪行的案件。
2014年，她獲選為德國奧西茨基獎得主，獎金為1萬歐元。評審之所以選擇她，是因為她進行了研究俄羅斯近代動盪歷史的活動，並鼓勵德俄關係的發展。
2016年，紀念被俄羅斯司法部貼上「外國代理人」的標籤。2017年，謝爾巴科娃被授予歌德獎章。
謝爾巴科娃的作品曾被《衛報》翻譯轉載。2019年，她指責俄羅斯當權者試圖將約瑟夫·史達林塑造成民族英雄，卻忘記了他曾踐踏人權，奪走了數百萬人的生命。
2022年，俄羅斯最受尊敬的人權組織紀念在針對批評聲音的鎮壓浪潮中被勒令關閉，不到一年後又被聯合授予諾貝爾和平獎。